# Kemonomimi

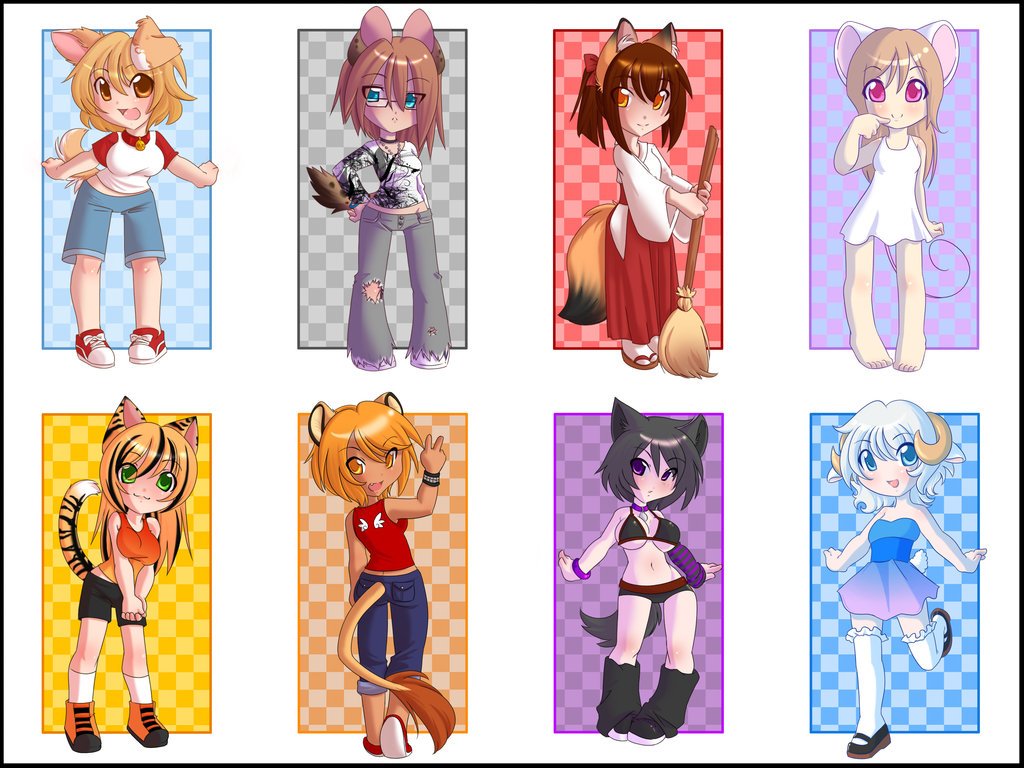
Vari esempi di kemonomimi

Kemonomimi (獣耳? lett. "orecchie animali") è un termine che descrive negli anime e nei manga i personaggi umanoidi che possiedono le caratteristiche animalesche. A differenza dei personaggi kemono, che appaiono soprattutto teriomorfi, i personaggi kemonomimi sembrano tipicamente umani tranne per l'aggiunta di elementi animaleschi, come una coda, gli orecchi o gli artigli. Spesso, queste caratteristiche animalesche fanno parte dell'abbigliamento del personaggio e possono essere rimossi di propria volontà.

## Lista deikemonomimiin base all'animale

### Produzioni giapponesi
Gatto, tipicamente chiamato nekomimi
- Cyan di Show by Rock!!
- Blair di Soul Eater
- Pink dell'anime hentai Dragon Pink
- Ichigo Momomiya nella versione Mew Mew di Tokyo Mew Mew
- Ryo Shirogane nella versione gatto di Tokyo Mew Mew
- Koboshi di Pita Ten
- Kyo Sohma di Fruits Basket
- Karura di Utawarerumono
- Cedar nel manga hentai Yume De Aetara
- Uriko dal videogioco Bloody Roar 2
- Tutti i protagonisti di Free Collars Kingdom
- Kuu di Wanko to kurasō
- Neferpito di Hunter X Hunter
- Bastemon (Persiamon) di Digimon
- Ikuto Tsukiyomi di Shugo Chara!
- Chihiro di Sankarea
- Schroedinger di Hellsing
- Chaton e Marylon di MÄR

Coniglio, tipicamente chiamato usagimimi o usamimi
- Alice di Angelic Layer
- Alice Arisugawa e le altre conigliette di Kagihime Monogatari Eikyuu Alice Rondo
- Berry Shirayuki nella versione Mew Mew di Tokyo Mew Mew - À la mode
- Momiji Sohma di Fruits Basket
- Kuya e Sakuya di Utawarerumono
- Rami Nana-Hikari della serie Keio Flying Squadron
- Fran dal videogioco Final Fantasy XII

Cane, tipicamente chiamato inumimi
- Arf di Mahō Shōjo Lyrical Nanoha
- Elga, Luna e Rino di Inumimi
- Inuyasha di InuYasha
- Kotaro Inugami di Negima
- Shigure Sohma di Fruits Basket
- Erurū, Arurū, Yuzuha, Dorii, Gura, Oboro di Utawarerumono
- Mikan, Kotarou e Silviana di Wanko to kurasō
- Millhiore Biscotti ed altri personaggi di Dog Days

Volpe, tipicamente chiamato kitsunemimi:
- Masaki Gaillard di Amairo Islenauts
- Naruto Uzumaki di Naruto (non possiede le orecchie, ma le vibrisse sulle guance)
- Shippo di InuYasha
- Youko Kurama e Koto di Yu degli spettri
- Chizuru di Kanokon

Uccello
- Cooro di +Anima (corvo)
- Harpy di Namiuchigiwa no Muromi-san
- Mint Aizawa versione Mew Mew di Tokyo Mew Mew (lorichetto)
- Ringo Akai versione Mew Mew del videogioco Tokyo Mew Mew (pinguino)
- Touka di Utawarerumono
- Cytomander di Sfondamento dei cieli Gurren Lagann

Scimmia
- Pudding Wong versione Mew Mew di Tokyo Mew Mew (scimmia leonina)
- Tutti i saiyan di Dragon Ball
- Thymilph di Sfondamento dei cieli Gurren Lagann (gorilla)

Lupo, tipicamente chiamato ōkamimimi
- Kouga di InuYasha
- Yuzuha di Utawarerumono
- Zakuro Fujiwara versione Mew Mew di Tokyo Mew Mew
- Ransie versione lupo mannaro di Ransie la strega
- Nozomu di Kanokon
- Holo di Spice and Wolf

Altri animali
- Juri di Yu degli spettri (pesce)
- Lettuce Midorikawa versione Mew Mew di Tokyo Mew Mew (neofocena)
- Myoga di InuYasha (pulce)
- Ika Musume di Shinryaku! Ika Musume (calamaro)
- Gli Inkling e gli Octariani del videogioco Splatoon (calamaro e polpo)
- Adiane di Sfondamento dei cieli Gurren Lagann (scorpione)
- Yeti di Namiuchigiwa no Muromi-san
- Crow di Show by Rock!! (riccio)

### Produzioni non giapponesi
Gatto
- Catra di She-Ra
- i personaggi della serie nippo-americana Thundercats
- Tigra, personaggio della Marvel Comics

Uccello
- Oswald Cobblepot, conosciuto come Pinguino, di Batman della DC Comics (pinguino)
- Gli uomini-aquila di Flash Gordon (aquila)
- Sorceress, la custode del castello di Grayskull in He-Man (falco)
- Hawkman, Hawkwoman e Hawkgirl della DC Comics

Altro
- Angel Salvadore, Megan Gwynn e Wasp (personaggio) della Marvel Comics (hanno ali da insetto; nel caso di Wasp, solo quando è rimpicciolita)
- Buzz-Off in He-Man (ape)
- Beast Man in He-Man
- Bestia, personaggio della Marvel Comics e noto componente degli X-Men oltre che dei Vendicatori.
- Gli Aurin del videogioco MMORPG Wildstar
- Ahri del videogioco League of Legends (volpe a nove code)
- Soraka di League of Legends (unicorno)
- Squirrel Girl della Marvel Comics (scoiattolo)